# Estación de Vilavert
Vilavert (en catalán y según Adif Vilaverd) es una estación de ferrocarril situada en el municipio español homónimo, en la provincia de Tarragona, comunidad autónoma de Cataluña. Cuenta con servicios de media distancia.

## Situación ferroviaria
Se encuentra ubicada en el punto kilométrico 64,1 de la línea férrea de ancho ibérico que une Madrid con Barcelona a 269 metros de altitud, entre las estaciones de Montblanch y de La Riba. El kilometraje de la línea sufre un reinicio en la capital maña y otro en Lérida al basarse en antiguos trazados.

## Historia
Con el ferrocarril dando sus primeros pasos en España, en 1856, Tarragona y Reus fueron rápidamente unidas gracias a ese novedoso medio de transporte que se veía muy útil para la economía local. Sobre esa base se crearon dos compañías: la Compañía del Ferrocarril de Montblanch a Reus y la Compañía del Ferrocarril de Montblanch a Lérida, con un mismo objetivo, alcanzar Lérida. Ambas no tardaron en fusionarse en la Compañía del Ferrocarril de Lérida a Reus y Tarragona. Dicha compañía no completó la línea hasta la apertura del tramo entre Juneda y Lérida en mayo de 1879, aunque la estación de Vilavert se puso en funcionamiento mucho antes, en mayo de 1863 tras finalizar el tramo Montblanch-Reus. La precaria situación económica de la titular de la concesión facultó que la poderosa Norte se hiciera con ella en 1884. Norte mantuvo la gestión de la estación hasta que en 1941 se produjo la nacionalización del ferrocarril en España y todas las compañías existentes pasaron a integrarse en la recién creada RENFE.
Desde el 31 de diciembre de 2004 Renfe Operadora explota la línea mientras que Adif es la titular de las instalaciones ferroviarias.

## La estación
Se encuentra al norte de la localidad de Vilavert. A diferencia de otras estaciones de la línea el primer edificio construido era provisional y bastante endeble lo que llevó a que fuera arrasado por un fuerte vendaval que afectó a la zona. Eso obligó a que fuera reconstruido a principios del siglo XX. Dada la fecha su arquitectura se vio influencida por el modernismo de la época siendo especialmente visible ese aspecto en la marquesina metálica. Dispone de dos andenes laterales, a los que acceden dos vías, la principal (vía 2) y la derivada (vía 1).

## Servicios ferroviarios

### Media distancia
Los servicios de Media Distancia que ofrece Renfe tienen como principales destinos Barcelona y Lérida. 
| Línea MD | Trenes   | Origen/Destino  |  | Destino/Origen                | Equivalente Rodalies de Catalunya |
| -------- | -------- | --------------- |  | ----------------------------- | --------------------------------- |
| 35       | Regional | Lérida Pirineos |  | Barcelona-Estación de Francia |                                   |